# Carl Ljungman
Carl Ljungman, född 4 juni 1840 i Ljungs socken, Göteborgs och Bohus län, död 24 november 1901 i Kungälv, var en svensk hemmansägare, arrendator och riksdagsman. Han var bror till Axel Ljungman, far till Andreas Ljungman och farbror till Tore Ljungman.
Carl Ljungman var elev vid Chalmerska slöjdskolan i Göteborg. Han var hemmansägare i Lilldal (Göteborgs och Bohus län) 1885—1895 och arrendator i Oxhagen (vid Kungälv). Han var ordförande i Orusts och Tjörns kretsavdelning av Göteborgs och Bohus läns hushållningssällskap 1889–1895.
Inom politiken var han kommunalordförande och landstingsman samt i riksdagen ledamot av andra kammaren för Orusts och Tjörns domsagas valkrets från 1868 till 1871 års lagtima riksdag. Han var ledamot i tillfälligt utskott 1870 och 1871.